# ピデル
ピデル（Pidel）は、2008年3月より社団法人日本たばこ協会が順次導入している成人認証ICカード「taspo（タスポ）」に搭載されていたプリペイド式の電子マネー。2015年2月25日限りでサービス終了。2004年5月10日から鹿児島県種子島に於いて行われていた、成人識別自動販売機の実証実験に含まれていた、たばこ購入専用電子マネー「たねィ」が原型。

## 概要
チャージ（入金）するには、taspo対応たばこ自動販売機で行う（一部の自動販売機では不可）。ピデルに対応した自動販売機にはピデルのロゴマークステッカーが貼り付けられている。チャージは1,000円単位で上限は20,000円。電子マネーの残高が不足した場合のみ、現金との併用が可能である。
残高照会は、ピデルに対応した自動販売機のカード読取部にtaspoをタッチする事により可能。またtaspo公式サイトでも残高照会及び利用履歴の確認を行う事が出来る。
電子マネー情報は、FOMAの無線パケット通信を介してセンターで管理されているため、taspoを紛失した場合でも再発行した新しいカードに残高が引き継がれる。また最終利用日から5年間使用しなかった場合、電子マネー残高は失効する（成人識別機能には影響しない）。
サービス終了までは、taspo退会時に返金手数料（210円）以上の電子マネー残高があれば、指定口座への振り込み、又は現金書留で返金されていた。

## 規格
非接触ICカードの規格としてMIFARE（ISO 14443 Type A）を採用しており、日本の主要な電子マネーで採用されているFeliCaとの互換性はない。MIFARE方式はかつて、NTTのICテレホンカードに使われていた方式である。
電子マネーの運営・管理業務はジェーシービー（JCB）に委託されており、同社が発行者となっている。

## 終焉
ピデルの利用者はtaspoが全国展開開始した2008年7月時点で約35万人（当時の会員数の約4.5%）と伸び悩んでおり、2013年10月時点では約4.4万人（同時点の会員数の約0.4%）にまで低下していることから（外部リンクの加盟店向け終了告知を参照のこと）、2014年3月31日をもってチャージ終了、2015年2月25日限りでサービス終了した。残額の払い戻しは資金決済に関する法律により、サービス終了翌日の同年2月26日から2016年4月28日17時までtaspo公式サイトで受け付け、本人名義の金融機関口座に無手数料で振り込まれる。また加盟店の新規受付も2014年1月15日に終了しており、既存の加盟店契約も2015年2月28日付で強制解約となる。